# Zdenko Kordić
Zdenko Kordić, prof.dr.sc. (Tihaljina, Grude, 26. svibnja 1949. – Split, 9. siječnja 2004.) rektor Sveučilišta u Mostaru od 1992. do 1999. godine i redoviti profesor Fakulteta elektrotehnike, strojarstva i brodogradnje Sveučilišta u Splitu.
Kao rektor za vrijeme rata u BIH jedan je od najzaslužnijih za opstanak Sveučilišta u Mostaru i za uspostavu nastave na hrvatskom jeziku. Time je Sveučilište u Mostaru postalo jedino sveučilište izvan Republike Hrvatske na kojem se nastava odvija na hrvatskom jeziku.

## Obrazovanje
Strojarski fakultet u Mostaru završio je 1972. godine kao najbolji student u svojoj generaciji. Studirao je na poslijediplomskom studiju Fakulteta strojarstva i brodogradnje Sveučilišta u Zagrebu, gdje je i magistrirao 1978. Svoju doktorsku disertaciju obranio je 1983. na Strojarskom fakultetu Sveučilišta u Mostaru.

## Karijera
Na Strojarskom fakultetu Sveučilišta u Mostaru radio je od 1973. do 1999. godine. 
Od 1987. do 1989. godine bio je dekan Strojarskog fakulteta u Mostaru.
Od 1992. do 1999. godine obnašao je i funkciju rektora Sveučilišta u Mostaru. Funkciju rektora obavljao je u najtežim ratnim vremenima i njegov doprinos stvaranju, očuvanju i promicanju Sveučilišta u Mostaru na europskoj i svjetskoj razini ostat će trajno zabilježen. 
Od 1999. radio je na Fakultetu elektrotehnike, strojarstva i brodogradnje Sveučilišta u Splitu u zvanju redovitog profesora, a predavao je i na Fakultetu strojarstva i brodogradnje Sveučilišta u Zagrebu gdje je osnovao i predavao kolegij Helikopteri na studiju zrakoplovstva.
Profesor Zdenko Kordić bio je član Znanstvenog savjeta za promet Hrvatske akademije znanosti i umjetnosti, izvanredni član Hrvatske akademije tehničke znanosti, Europske rektorske konferencije i Stalnog komiteta Rektorske konferencije podunavskih zemalja.
Obavljao je i mnoge druge dužnosti, od kojih se posebno ističu funkcije predsjednika IO Zajednice za visoko obrazovanje Bosne i Hercegovine i pomoćnika ministra prosvjete i znanosti BiH za znanost.

## Priznanja i odlikovanja
Profesor Zdenko Kordić odlikovan je Redom Danice hrvatske s likom Ruđera Boškovića, Redom Danice hrvatske s likom Nikole Tesle i Redom Ante Starčevića. Dobio je Spomenicu Domovinskog rata, priznanje Rektorske konferencije podunavskih zemalja, svečanu povelju Univerze u Mariboru, povelju i spomen-medalju Sveučilišta u Zagrebu.

## Publikacije
Profesor Zdenko Kordić objavio je 4 knjige, 50 znanstvenih i više od 70 stručnih radova.

## Vanjske poveznice
- Zdenko Kordić Hrvatska tehnička enciklopedija, portal hrvatske tehničke baštine. LZMK